# トルートンの規則
トルートンの規則（トルートンのきそく、英: Trouton's rule）とは液体の蒸発熱と沸点の間に成り立つ法則のことである。1884年、アイルランドの物理学者であるフレデリック・トーマス・トルートンが発見した。
液体の蒸発熱（1 mol 当たりの蒸発エンタルピー）ΔvapH、沸点を絶対温度で表した値 Tboiling とすると、ΔvapH / Tboiling ≈ 88 J/(mol·K) となるというものである。
沸点においては気相と液相が平衡にあるから、1 mol 当たりの蒸発ギブズエネルギー ΔvapG は 0 である。すなわち、1 mol 当たりの蒸発エントロピーを ΔSvap とすると、ギブズエネルギーの定義 G = H − TS より、
{\displaystyle {\frac {\Delta _{\textrm {vap}}G}{T_{\textrm {boiling}}}}={\frac {\Delta _{\textrm {vap}}H}{T_{\textrm {boiling}}}}-\Delta _{\textrm {vap}}S=0}
であるから、トルートンの規則は液体の種類によらず蒸発モルエントロピーが 88 J/(mol·K) と一定の値を示すことを意味している。
しかし、水や低分子量のアルコール、カルボン酸などのように強く水素結合している液体ではそれによって秩序だった構造が存在するため液体のエントロピーが低く、そのような秩序がない気相への相転移には余分にエントロピーの増加が必要となる。またメタンのように慣性モーメントの小さい分子では回転運動のエネルギー準位の間隔が広いために気体のエントロピーが低く、気相への相転移のエントロピーの増加は普通の液体に比べて少なくてよい。このような種類の液体はトルートンの規則が成立しない例外となる。